# Крекінг-установка в Омську
Крекінг-установка в Омську — колишнє нафтохімічне виробництво, яке діяло в Омській області Росії.
В 1969 – 1970 роках на майданчику Омського заводу синтетичного каучуку запустили установку піролізу (парового крекінгу), сировиною для якої виступав бензин. Установка належала до типу ЕП-90 («етилен-пропілен») та могла продукувати 90 тисяч тон етилену на рік. 
Етилен призначався для похідного виробництва ацетальдегіда. Пропілен використовували як сировину для отримання ізопропілбензола з наступним продукуванням альфаметилстирола, ацетона та фенола.
Оскільки для піролізу використовували важку (як для нафтохімії) сировину, на виході отримували значні обсяги фракції С4. При цьому було організовано вилучення з неї мономера бутадієнового каучуку – бутадієну – в обсягах 45 тисяч тон на рік (можливо відзначити, що на майданчику також виробляли бутадієн шляхом дегідрогенізації бутану).
В 1997-му піролізну установку зупинили, при цьому з наступного року частину її обладнання пристосували для розділення пропан-пропіленової фракції, яка надходила з Омського НПЗ, що дозволило забезпечити сировиною похідні виробництва (в той же час, напрямок продукування ацетальдегіду на початку 2000-х зупинився).
В 2023-му оголосили про початок будівництва потужної піролізної установки ЕП-600, яка має забезпечувати виробництва поліетилену, оксиду етилену, поліпропілену та оксиду пропілену.